# Đội tuyển Fed Cup Kenya
Đội tuyển Fed Cup Kenya đại diện Kenya ở giải đấu quần vợt Fed Cup và được quản lý bởi Hiệp hội Quần vợt Kenya.  Đội chưa thi đấu lại kể từ năm 2005.

## Lịch sử
Kenya tham dự kì Fed Cup đầu tiên vào năm 1991.  Đội chỉ thắng 2 trong tất cả 25 trận đấu (với Cộng hòa Síp năm 1995 và 2005).